# Schlacht von Aizkraukle
Die Schlacht von Aizkraukle oder Ascheraden war eine Schlacht, die am 5. März 1279 zwischen dem Großfürstentum Litauen – angeführt vom Großfürsten Traidenis – und dem Livländischen Orden nahe Aizkraukle (deutsch: Ascheraden) im heutigen Lettland ausgetragen wurde. Der Orden erlitt eine herbe Niederlage: 71 Ritter, der Großmeister Ernst von Rassburg und der Anführer der Ritter Dänisch-Estlands Eilart Hoberg wurden getötet. Dies war die zweitgrößte Niederlage des Livländischen Ordens im 13. Jahrhundert. Nach dieser Schlacht erkannte Nameisis, der Fürst der Semgallen, Traidenis als seinen Suzerän an.

## Hintergrund und Verlauf der Schlacht
1273 hatte der Livländische Orden in Dünaburg (Daugavpils) – auf eigentlich von Traidenis beherrschtem Gebiet – eine Burg errichtet. Die Burg hatte eine große strategische Bedeutung: sie wurde als Basis für Raubzüge ins Innere von Litauen genutzt, in der Hoffnung, ein geschwächter Traidenis würde seine Unterstützung für die Semgallen, die gegen den Orden rebellierten, einstellen. Als Traidenis die Burg einen Monat lang belagerte, ohne sie einnehmen zu können, begann der Livländische Orden, einen großangelegten Feldzug nach Litauen zu planen. Dadurch erhoffte man sich, einen vernichtenden Schlag erzielen zu können, der Traidenis aus dem Krieg drängen würde.
Die Armee des Ordens gelangte bis nach Kernavė. Sie traf dabei nicht auf offenen Widerstand und plünderte zahlreiche Dörfer. Auf ihrem Heimweg wurden die Ritter von einer kleinen Truppe aus Traidenis’ Streitmacht verfolgt. Als die Livländer Aizkraukle erreichten, schickte der Großmeister den Großteil der einheimischen Krieger mit ihrem Teil der Kriegsbeute nach Hause. Unmittelbar danach griffen die Litauer an und errangen einen entscheidenden Sieg.
Der Orden verlor die Errungenschaften der vergangenen sechs Jahre: die Semgallen, die sich als eine der ersten vom Schlachtfeld zurückgezogen hatten, rebellierten abermals gegen den Orden und unterwarfen sich Traidenis im Gegenzug für ihren Schutz. Allerdings starb Traidenis ca. 1282 und dem Großfürstentum Litauen war es unmöglich, sich aller Gewinne zu bemächtigen. Der Livländische Orden entschied, einen gemeinsamen Großmeister mit dem Deutschen Orden zu wählen, damit zukünftige Attacken gleichzeitig von Westen und von Norden ausgeführt werden könnten.